# Lista de vereadores de Macaé
Esta é a lista de vereadores de Macaé, município brasileiro do estado do Rio de Janeiro.
A Câmara Municipal de Macaé, é formada por dezessete representantes. O prédio atual da Câmara chama-se Palácio Natálio Salvador Antunes, em homenagem ao ex-presidente da Câmara. O salão principal chama-se Plenário Nacif Salim Selem, em homenagem ao ex-prefeito da cidade.
O prédio anterior da Câmara chama-se Palácio Cláudio Moacyr, e é hoje o Museu da História Política de Macaé.

## 52ª Legislatura (2021–2024)
Estes são os vereadores eleitos nas eleições de 15 de novembro de 2020, pelo período de 1° de janeiro de 2021 a 31 de dezembro de 2024:
| Mesa Diretora (2021-2022)           |                       |                        |                              |
| Nome                                | Início do mandato     | Fim do mandato         | Cargo                        |
| Nilton César Pereira Moreira (PROS) | 1º de janeiro de 2021 | 31 de dezembro de 2022 | Presidente da Câmara         |
| Edson Chiquini da Silva (PSD)       | 1º de janeiro de 2021 | 31 de dezembro de 2022 | 1º Vice-presidente da Câmara |
| Rafael de Oliveira B. Amorim (PDT)  | 1º de janeiro de 2021 | 31 de dezembro de 2022 | 2º Vice-presidente da Câmara |
| Michel Arthur Faria Vicente (PATRI) | 1º de janeiro de 2021 | 31 de dezembro de 2022 | 1º Secretário                |
| José Geraldo Jardim Filho (PROS)    | 1º de janeiro de 2021 | 31 de dezembro de 2022 | 2º Secretário                |

|    | Nome                                                                                | Partido                                         | Votos | %    | Observações                                                        |
| -- | ----------------------------------------------------------------------------------- | ----------------------------------------------- | ----- | ---- | ------------------------------------------------------------------ |
| 1  | Nilton César Pereira Moreira, Cesinha Com Todo Gás (2021-2022) (Macaé, 18.12.1972–) | Partido Republicano da Ordem Social (PROS)      | 2.856 | 2,55 | 2º mandato                                                         |
| 2  | Edson Chiquini da Silva (Nilópolis, 29.06.1972–)                                    | Partido Social Democrático (PSD)                | 2.830 | 2,53 | 1º mandato                                                         |
| 3  | Alan Mansur Pereira (Macaé, 09.03.1986–)                                            | CIDADANIA                                       | 2.474 | 2,21 | 2º mandato                                                         |
| 4  | Paulo Roberto Paes de Oliveira (Macaé, 16.04.1958–)                                 | Democratas (DEM)                                | 1.898 | 1,69 | 1º mandato                                                         |
| 5  | Izabella Vicente de Carvalho Camargo (Cabo Frio, 03.05.1995–)                       | Rede Sustentabilidade (REDE)                    | 1.877 | 1,68 | 1º mandato                                                         |
| 6  | Luiz Carlos Matos França (Rio de Janeiro, 26.07.1968–)                              | REPUBLICANOS                                    | 1.873 | 1,67 | 1º mandato                                                         |
| 7  | Thales Coutinho Gonçalves da Silva (Macaé, 10.09.1983–07.07.2021)                   | Podemos (PODE)                                  | 1.822 | 1,63 | 1º mandato Falecido durante o mandato                              |
| 8  | José Geraldo Jardim Filho, Tico Jardim (Macaé, 27.10.1986–)                         | Partido Republicano da Ordem Social (PROS)      | 1.817 | 1,62 | 1º mandato                                                         |
| 9  | Rafael de Oliveira Bichara Amorim (Macaé, 09.02.1988–)                              | Partido Democrático Trabalhista (PDT)           | 1.795 | 1,60 | 1º mandato                                                         |
| 10 | Carlos Augusto Garcia Assis, Professor Guto Garcia (Macaé, 25.12.1965–)             | Partido Democrático Trabalhista (PDT)           | 1.625 | 1,45 | 2º mandato                                                         |
| 11 | George Coutinho Jardim (Casimiro de Abreu, 24.06.1965–)                             | Partido da Social Democracia Brasileira (PSDB)  | 1.471 | 1,31 | 2º mandato                                                         |
| 12 | Rudneli das Neves Coutinho, Rond Macaé (Macaé, 26.04.1985–)                         | Patriota (PATRI)                                | 1.457 | 1,30 | 1º mandato                                                         |
| 13 | Luciano Antônio Diniz Caldas (Macaé, 09.06.1971–)                                   | CIDADANIA                                       | 1.426 | 1,27 | 2º mandato Licenciado, nomeado Secretário municipal da Casa Civil. |
| 14 | Reginaldo Oliveira de Souza, Reginaldo do Hospital (Macaé, 18.10.1979–)             | Podemos (PODE)                                  | 1.389 | 1,24 | 2º mandato                                                         |
| –  | Dr. Luiz Fernando Borba Pessanha (Macaé, 19.06.1964–)                               | CIDADANIA                                       | 1.375 | 1,23 | 2º mandato Assumiu em 10.08.2021 na vaga de Luciano Diniz          |
| 15 | José Franco de Muros, José Prestes (Macaé, 05.07.1955–)                             | Partido Trabalhista Brasileiro (PTB)            | 1.347 | 1,20 | 2º mandato                                                         |
| –  | Elias Jorge de Souza, Paulista (Cambuci, 31.07.1979–)                               | Podemos (PODE)                                  | 1.166 | 1,04 | 1º mandato Assumiu em 04.08.2021 na vaga de Thales Coutinho        |
| 16 | Michel Arthur Faria Vicente, Professor Michel (Niterói, 03.07.1985–)                | Patriota (PATRI)                                | 1.039 | 0,93 | 1º mandato                                                         |
| 17 | Amaro Luiz Alves da Silva (Macaé, 04.10.1961–)                                      | Partido Renovador Trabalhista Brasileiro (PRTB) | 972   | 0,87 | 1º mandato                                                         |

## 51ª Legislatura (2017–2020)
Estes são os vereadores eleitos nas eleições de 2 de outubro de 2016, pelo período de 1° de janeiro de 2017 a 31 de dezembro de 2020:
|    | Nome                                                                       | Partido                                            | Votos | %    | Observações                                                                          |
| -- | -------------------------------------------------------------------------- | -------------------------------------------------- | ----- | ---- | ------------------------------------------------------------------------------------ |
| 1  | Welberth Porto de Rezende (São Gonçalo, 20.08.1975–)                       | Partido Popular Socialista (PPS)                   | 3.907 | 3,57 | 1º mandato Renunciou em 31.01.2019 Eleito deputado estadual (2018)                   |
| 2  | Nilton César Pereira Moreira, Cesinha Com Todo Gás (Macaé, 18.12.1972–)    | Partido Republicano da Ordem Social (PROS)         | 3.390 | 3,09 | 1º mandato                                                                           |
| 3  | Carlos Augusto Garcia Assis, Guto Garcia (Macaé, 25.12.1965–)              | Partido do Movimento Democrático Brasileiro (PMDB) | 3.210 | 2,93 | 1º mandato Licenciado, nomeado Secretário Mun. de Educação                           |
| 4  | Júlio César de Barros, Julinho do Aeroporto (Macaé, 31.07.1960–)           | Partido do Movimento Democrático Brasileiro (PMDB) | 2.906 | 2,65 | 1º mandato                                                                           |
| 5  | George Coutinho Jardim (Casimiro de Abreu, 24.06.1965–)                    | Partido do Movimento Democrático Brasileiro (PMDB) | 2.772 | 2,53 | 1º mandato Licenciado, nomeado Secretário Mun. de Agroeconomia                       |
| 6  | José Queiroz dos Santos Neto, Macaé (Macaé, 10.08.1985–)                   | Partido Trabalhista Cristão (PTC)                  | 2.507 | 2,29 | 1º mandato                                                                           |
| 7  | Dr. Márcio Soares Bittencourt (Macaé, 10.12.1964–)                         | Partido do Movimento Democrático Brasileiro (PMDB) | 2.484 | 2,27 | 1º mandato                                                                           |
| 8  | Maxwell Souto Vaz (Santo Antônio de Pádua, 21.07.1959–)                    | Solidariedade (SD)                                 | 2.441 | 2,23 | 1º mandato                                                                           |
| 9  | Paulo Fernando Martins Antunes (Macaé, 23.02.1954–)                        | Partido do Movimento Democrático Brasileiro (PMDB) | 2.396 | 2,19 | 1º mandato                                                                           |
| –  | Luciano Antônio Diniz Caldas (Macaé, 09.06.1971–)                          | Partido do Movimento Democrático Brasileiro (PMDB) | 2.334 | 2,13 | 1º mandato Assumiu em 09.01.2017, 14.12.2018 e em 07.05.2019, na vaga de Guto Garcia |
| 10 | Alan Mansur Pereira (Macaé, 09.03.1986–)                                   | Partido Republicano Brasileiro (PRB)               | 2.076 | 1,89 | 1º mandato                                                                           |
| 11 | Renata Thomaz de Oliveira, Paes (Macaé, 02.05.1986–)                       | Partido Social Cristão (PSC)                       | 2.055 | 1,88 | 1º mandato                                                                           |
| 12 | Dr. Eduardo Cardoso Gonçalves da Silva (2017-2020) (Macaé, 29.10.1950–)    | Partido Popular Socialista (PPS)                   | 1.961 | 1,79 | 1º mandato                                                                           |
| 13 | Marcel Silvano da Silva Souza (Macaé, 06.09.1983–)                         | Partido dos Trabalhadores (PT)                     | 1.908 | 1,74 | 1º mandato                                                                           |
| –  | Dr. Márcio Rodrigues Barcelos (Macaé, 11.09.1953–)                         | Partido do Movimento Democrático Brasileiro (PMDB) | 1.805 | 1,65 | 1º mandato Assumiu em 07.05.2019 na vaga de George Jardim                            |
| 14 | Valdemir da Silva Souza, Val Barbeiro (Campos dos Goytacazes, 30.05.1975–) | Partido Humanista da Solidariedade (PHS)           | 1.523 | 1,39 | 1º mandato                                                                           |
| 15 | José Franco de Muros, José Prestes (Macaé, 05.07.1955–)                    | Partido Popular Socialista (PPS)                   | 1.509 | 1,38 | 1º mandato                                                                           |
| 16 | Dr. Luiz Fernando Borba Pessanha (Macaé, 19.06.1964–)                      | Partido Trabalhista do Brasil (PTdoB)              | 1.283 | 1,17 | 1º mandato                                                                           |
| –  | Reginaldo Oliveira de Souza, Reginaldo do Hospital (Macaé, 18.10.1979–)    | Partido Republicano da Ordem Social (PROS)         | 1.271 | 1,16 | 1º mandato Assumiu em 04.02.2019 na vaga de Welberth Rezende                         |
| 17 | Marvel Paolino Maillet (Rio de Janeiro, 03.05.1977–)                       | Rede Sustentabilidade (REDE)                       | 1.142 | 1,04 | 1º mandato                                                                           |

## Legenda
| Cor  | Significado          |
| Bege | Presidente da Câmara |
| Azul | Suplente             |